# عبد اللطيف تيوا
عبد اللطيف تيوا هو ضابط (عميد) عسكري أوغندي متقاعد وزعيم تمرد سابق. شغل منصب قائد الجيش الأوغندي (UA) خلال حكم عيدي أمين. عندما أُطيح بأمين في عام 1979 أثناء الحرب الأوغندية التنزانية، تم سجن تيوا من قبل الحكومة الأوغندية الجديدة. وأُطلق سراحه في عام 1985، عندما أطاح تيتو أوكيلو بالرئيس الأوغندي ميلتون أوبوتي. وبدوره تلقى أوكيلو هزيمة من قبل جيش المقاومة الوطنية بقيادة يوري موسفني، انضم تيوا إلى المتمردون في شمال أوغندا، وفي النهاية انضم إلى جماعة جبهة غرب النيل المتمردة وأصبح نائب القائد. بعد سنوات من الحرب، تم القبض على تيوا من قبل المتمردين المتحالفين مع الحكومة الأوغندية في جنوب السودان في عام 1997، وسجن مرة أخرى. وبعد إطلاق سراحه في عام 2000، أصبح رئيسًا لجمعية المحاربين القدامى وقد ضغط من على رفاقه المتمردين السابقين لإنهاء تمردهم.